# Lutschanky
Lutschanky (ukrainisch Лучанки; russisch Лучанки Lutschanki) ist ein Dorf im Norden der ukrainischen Oblast Schytomyr mit etwa 500 Einwohnern (2001).

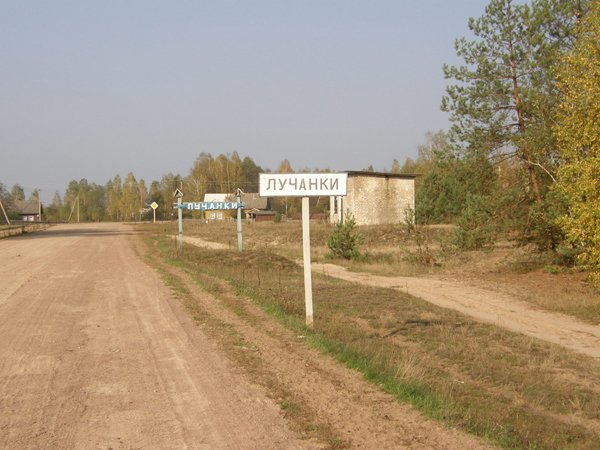
Ortseingang von Lutschanky

Das in der zweiten Hälfte des 18. Jahrhunderts gegründete Dorf (eine weitere Quelle nennt das Jahr 1768) liegt direkt an der Grenze zu Belarus auf einer Höhe von 154 m am Ufer der Slawetschna, einem 158 km langen, rechten Nebenfluss des Prypjat, 26 km nördlich vom Gemeindezentrum Slowetschne (Словечне), 50 km nordwestlich vom ehemaligen Rajonzentrum Owrutsch und etwa 170 km nördlich vom Oblastzentrum Schytomyr.
Das Dorf diente 2016 als Kulisse für einen Film über das Leben einer Familie in der nach der Nuklearkatastrophe von Tschernobyl eingerichteten Sperrzone von Tschernobyl.
Am 7. Juli 2017 wurde das Dorf ein Teil der neugegründeten Landgemeinde Slowetschne, bis dahin bildete es zusammen mit den Dörfern Wosnytschi,  Kosuli (Козулі) und Mazky (Мацьки) die gleichnamige Landratsgemeinde Lutschanky (Лучанківська сільська рада/Lutschankiwska silska rada) im Norden des Rajons Owrutsch.
Am 17. Juli 2020 kam es im Zuge einer großen Rajonsreform zum Anschluss des Rajonsgebietes an den Rajon Korosten.